# Fluel·lita
La fluel·lita és un mineral de la classe dels fosfats. Rep el nom en al·lusió a la composició, del francès fluate alumine.

## Característiques
La fluel·lita és un fosfat de fórmula química Al₂(PO₄)F₂(OH)(H₂O)₃·4H₂O. Cristal·litza en el sistema ortoròmbic. La seva duresa a l'escala de Mohs és 3.
Segons la classificació de Nickel-Strunz, la fluel·lita pertany a «08.DE: fosfats, amb cations només de mida mitjana, (OH, etc.):RO₄ = 3:1» juntament amb els següents minerals: senegalita, aldermanita, bulachita, zapatalita, ceruleïta, juanitaïta i iangreyita.

## Formació i jaciments
Va ser descoberta a la mina Stenna Gwy, situada a Foxhole, dins St. Stephen-in-Brannel (Cornualla, Anglaterra). Tot i tractar-se d'una espècie no gaire habitual ha estat descrita en tots els continents del planeta a excepció de l'Antàrtida.